# Hartwig Sievers
Hartwig Christoph Sievers (* 27. November 1902 in Kellinghusen; † 20. Januar 1970 in Hamburg) war ein deutscher Schauspieler und Hörspielsprecher.

## Leben
Hartwig Sievers wuchs in Kiel auf, wo er studierte und 1931 mit dem Thema „Hebbels Maria Magdalene auf der Bühne“ zum Doktor der Philosophie promoviert wurde. 1933 lernte er Richard Ohnsorg bei der NORAG kennen, der ihn an seine Niederdeutsche Bühne, dem späteren Ohnsorg-Theater verpflichtete. Diesem Haus blieb Sievers als Schauspieler und Regisseur bis zu seinem Tod verbunden und spielte hier in zahlreichen Inszenierungen kleine und große Rollen, von denen einige in den 1960er Jahren auch als hochdeutsche Aufzeichnungen im Fernsehen liefen.
Sehr umfangreich war auch Hartwig Sievers’ Arbeit für den Hörfunk. In der Hörspieldatenbank der ARD ist seine Mitwirkung in mehr als 250 überwiegend niederdeutschen Hörspielen zwischen 1946 und 1969 nachgewiesen, in der Mehrzahl Produktionen des NWDR und späteren NDR. Für das Hörspiel De Geburtsdagsgav (u. a. mit Jochen Schenck und Heidi Kabel) zeichnete er 1959 als Regisseur verantwortlich. 
Hartwig Sievers starb nach längerer Krankheit in Hamburg. Am 5. Februar 1970 wurde er auf dem Friedhof Ohlsdorf beigesetzt, die Grabstelle ist jedoch bereits 2011 aufgelassen worden.

## Filmografie
- 1960: Adam und die Kurve (Kurzfilm)
- 1964: Wilhelmsburger Freitag
- 1966: Diederk soll heiraten
- 1966: Allzumal Sünder
- 1969: Alte Liebe – Junges Leben

## Hörspiele (Auswahl)
- 1928: Gastspiel der Niederdeutschen Bühne Kiel: De ruge Hoff. Niederdeutsche Bauernkomödie in fünf Akten – Regie: Otto Mensing
- 1946: Hallo üm de Koh – Regie: Curt Becker
- 1949: Wrack – Regie: Hans Freundt
- 1950: De Schapschur – Regie: Hans Freundt
- 1950: Johannes Brahms – Regie: Hans Freundt
- 1951: Mien lütt Dörp – Autor und Regie: Werner Perrey
- 1951: Dat Redentiner Osterspill – Regie: Hans Freundt
- 1951: Segeln – ein Sport für Männer – Regie: Rudi Fisch
- 1951: De dütsche Michel – Regie: Hans Freundt
- 1951: Wir bauen unsern Kohl – Regie: Rudi Fisch
- 1951: Beruf und Berufung – Regie: Hans Rosenhauer
- 1951: Krut gegen den Dood – Regie: Hans Freundt
- 1952: Peter Lurenz bi Abukir – Regie: Hans Freundt
- 1952: De Landfeend op Helgoland – Regie: Werner Perrey
- 1952: Ut de Franzosentid – Regie: Hans Freundt
- 1952: De Pott is twei (Niederdeutsche Version von Der zerbrochne Krug von Heinrich von Kleist, in einer Bearbeitung von Albert Mähl) – Regie: Hans Freundt
- 1952: Eidig, der ein Wildschütz war – Regie: Hans Freundt
- 1952: Das Gericht zieht sich zur Beratung zurück (Folge: § 170 c) – Regie: Gerd Fricke
- 1952: Jürnjakob Swehn, der Amerikafahrer – Regie: Hans Freundt
- 1952: Der Quickborn – Regie: Hans Freundt
- 1953: Dat Brannwien-Duwell – Regie: Günter Jansen
- 1953: De Nacht mit Störtebeker – Regie: Eberhard Freudenberg
- 1953: Rungholt – Schicksalstag der Stadt am Meer – Regie: Günter Jansen
- 1953: Buur Harms dröömt – Regie: Günter Jansen
- 1953: Das Gericht zieht sich zur Beratung zurück (Folge: Die Angst des Walter Reimers) – Regie: Gerd Fricke
- 1954: Wo de Welt to Enn is – Regie: Hans Tügel
- 1954: De grote Fraag – Regie: Hans Tügel
- 1954: Hemmingstedt – Regie: Günter Jansen
- 1954: Duppelhochtied – Regie: Günter Jansen
- 1954: Das glückhafte Schiff von Dorkum – Regie: Detlof Krüger
- 1955: Der Nigger auf Scharhörn – Regie: Kurt Reiss
- 1955: De swatte Hex – Regie: Günter Jansen
- 1955: Junge, Junge, wat'n Heunerkrom – Regie: Günter Jansen
- 1955: De snaaksche Vagel – Regie: Hans Tügel
- 1955: Dor harr'n Uhl seten – Regie: Günter Jansen
- 1955: Dat Spill von de Hilligen Dree Könige – Regie: Hans Mahler
- 1956: Kann dat angohn – Regie: Günter Jansen
- 1956: Der Passagier vom 1. November (1. Teil: Stadt im Nebel) – Regie: Fritz Schröder-Jahn
- 1956: Den Düwel sin Aflegger – Regie: Günter Jansen
- 1956: Fritz Stavenhagen – Regie: Hans Tügel
- 1956: De Appelboom in'n Hoff – Regie: Günter Jansen
- 1957: De Breefdräger un siene Fru – Regie: Günter Jansen
- 1957: Söben mol teihn – Regie: Günter Jansen
- 1957: Deerten makt sik'n Hög – Regie: Günter Jansen
- 1957: Der Mann, der nicht schlafen konnte (6 Teile) – Regie: Hans Rosenhauer
- 1957: Albert Ballin – Regie: Hans Freundt (Die Aufnahme entstand bereits 1950)
- 1958: De Doden sünd dod – Regie: Hans Tügel
- 1958: Kattengold – Regie: Hans Tügel
- 1958: Hamborg sien Uhlenspeegel – Regie: Günter Jansen
- 1959: Dat Huus vör de Stadt – Regie: Hans Robert Helms
- 1959: Abelke Bleken, de Hex vun Ossenwarder – Regie: Hans Tügel
- 1959: Gott sien Speelmann – Regie: Hans Tügel
- 1960: Up eegen Fust – Regie: Hans Mahler
- 1960: An'e Eck von de Melkstroot – Regie: Rudolf Beiswanger
- 1960: Dat Nettelkrut – Regie: Hans Mahler
- 1961: Snieder Nörig – Regie: Hans Tügel
- 1961: Marschmusik för't Leben – Regie: Hans Tügel
- 1961: De achter uns steiht – Regie: Hans Tügel
- 1962: Carsten Curator – Regie: Hans Mahler
- 1962: Dat letzt vull Glas – Regie: Hans Tügel
- 1962: Keen Platz in't Hus – Regie: Rudolf Beiswanger
- 1962:  Drei Fliegen mit einer Klappe (aus der Reihe: Die Jagd nach dem Täter) – Regie: S. O. Wagner
- 1962: Tatzeit: 11 Uhr 40 (aus der Reihe: Die Jagd nach dem Täter) – Regie: S. O. Wagner
- 1962: Besöök op Mettenwarft – Regie: Otto Lüthje
- 1962: Von't Peerd steegen – Regie: Ivo Braak
- 1963: De Bremer Stadtmuskanten – Regie: Hans Tügel, Jutta Zech
- 1963: De Dood in'n Appelboom – Regie: Heinz Lanker
- 1963: Spöök vun güstern – Regie: Hans Tügel
- 1964: Reinke de Voss – Regie: Friedrich Schütter
- 1964: Dat Protokoll – Regie: Hans Tügel
- 1964: Schatten op'n Weg – Regie: Heinz Lanker
- 1965: De gröne Muskant – Regie: Curt Timm
- 1965: Ole Kunst un junge Leev – Regie: Heinz Lanker
- 1965: De Dörpdokter – Regie: Rudolf Beiswanger
- 1966: Dat Lock in de Gerechtigkeit – Regie: Hans Tügel
- 1966: Steen op'n Weg – Regie: Heinz Lanker
- 1966: De Wegg torügg – Regie: Curt Timm
- 1967: Dor deit sick wat – Regie: Heini Kaufeld
- 1967: De Düppler Sturmmarsch – Regie: Hans Tügel
- 1967: Utkniepen helpt nich – Regie: Günther Siegmund
- 1968: Wokeen hett schaten? – Regie: Heinz Lanker
- 1968: Bargenstedter Beer – Regie: Rudolf Beiswanger
- 1968: To laat – Regie: Heinz Lanker
- 1969: Sommerleev – Regie: Otto Lüthje
- 1969: Dat niege Klavier – Regie: Hans Tügel
- 1969: Aflopen Water – Regie: Curt Timm